# 램버스 (기업)

램버스(Rambus, 나스닥: RMBS)사는 고속 인터페이스 기술을 제공하는 회사로, 독자적인 램버스 램 메모리 기술로 잘 알려져 있다. SDRAM을 RDRAM으로 대체하려고 했으며, 컴퓨터에 쓰이는 표준 메모리로서의 DDR SDRAM과 경쟁하였다. 이 회사는 1990년에 창립되었다.
1997년, 코드 RMBS로 나스닥에 상장되었다. 2006년 2월, 램버스는 칩 인터페이스에 대한 특허를 고객에게 라이선스하였다. 라이선스를 제공 받는 회사는 AMD, 엘피다, 인피니언, 마쓰시타, NECEL, 르네사스, 소니, 도시바 등이다.

## 참조
1. ↑  “RAMBUS INC (Form: 10-K, Received: 02/21/2006 17:24:49)”. 2015년 1월 19일에 원본 문서에서 보존된 문서. 2008년 4월 12일에 확인함.

## 같이 보기
- 인텔